# برتا آلن
برتا آلن (انگلیسی: Bertha Allen؛ ۱۹۳۴ – ۷ مه ۲۰۱۰) یک مدافع حقوق زنان اقلیت گویچین در غرب کانادا بود.
برتا از دریافت‌کنندگان جایزه اهدایی است که از طرف فرماندار کل در بزرگداشت عملکرد افراد و از دارندگان نشان رسمی پادشاهی کانادا اهدا می‌شود. او رئیس مؤسس انجمن زنان بومی مناطق شمال غربی بود، و همچنین به عنوان رئیس شورای مشورتی در مورد وضعیت زنان در قلمروهای شمال غرب خدمت کرد و همچنین رئیس انجمن زنان بومی کانادا بود.
او که یکی از بومیان گویچین شهر اولد کرو ایالت یوکان بود، با ویکتور آلن، مردی از نژاد اینویالیت، ازدواج کرد و صاحب شش فرزند شد.
برتا آلن در سال ۲۰۱۰ بر اثر سرطان درگذشت.